# Font de la plaça de la Catedral (Solsona)
La font de la plaça de la Catedral és una font gòtica que forma part de l'Inventari del Patrimoni Arquitectònic Català de la ciutat de Solsona (Solsonès).
Es troba adossada a la paret de la façana de la banda de ponent de la plaça de la Catedral, al nucli antic de la ciutat. No és una deu natural sinó que està connectada a la xarxa de proveïment d'aigües de la ciutat. Antigament va ser coneguda amb el nom de font de l'Església.
El seu origen cal cercar-lo a principis del segle xv a causa de les dificultats de proveïment d'aigua que patia Solsona. Per tal de resoldre aquest problema el Consell de la llavors encara vila va acordar fer arribar a Solsona l'aigua de la llavors coneguda com la font de Mirabella. En un document datat l'any 1420 hi consta el contracte signat pel Consell amb Pere Puigredom, de Cervera, i Joan Ferrer, de Montblanc, per a construir els canons de la conducció que havien de tenir un pam d'amplada i dos de llargada. Aquest contracte incloïa, així mateix, la construcció d'un aqüeducte sobre la riera d'Omeda (encara subsistent) i dels tres dipòsits de tres fonts a bastir dins del recinte de la ciutat: la font Major (actualment coneguda com la font de la plaça de Sant Joan), la font de l'Església (actualment aquesta font) i la font del Castell (avui coneguda com la font de la plaça Sant Isidre).

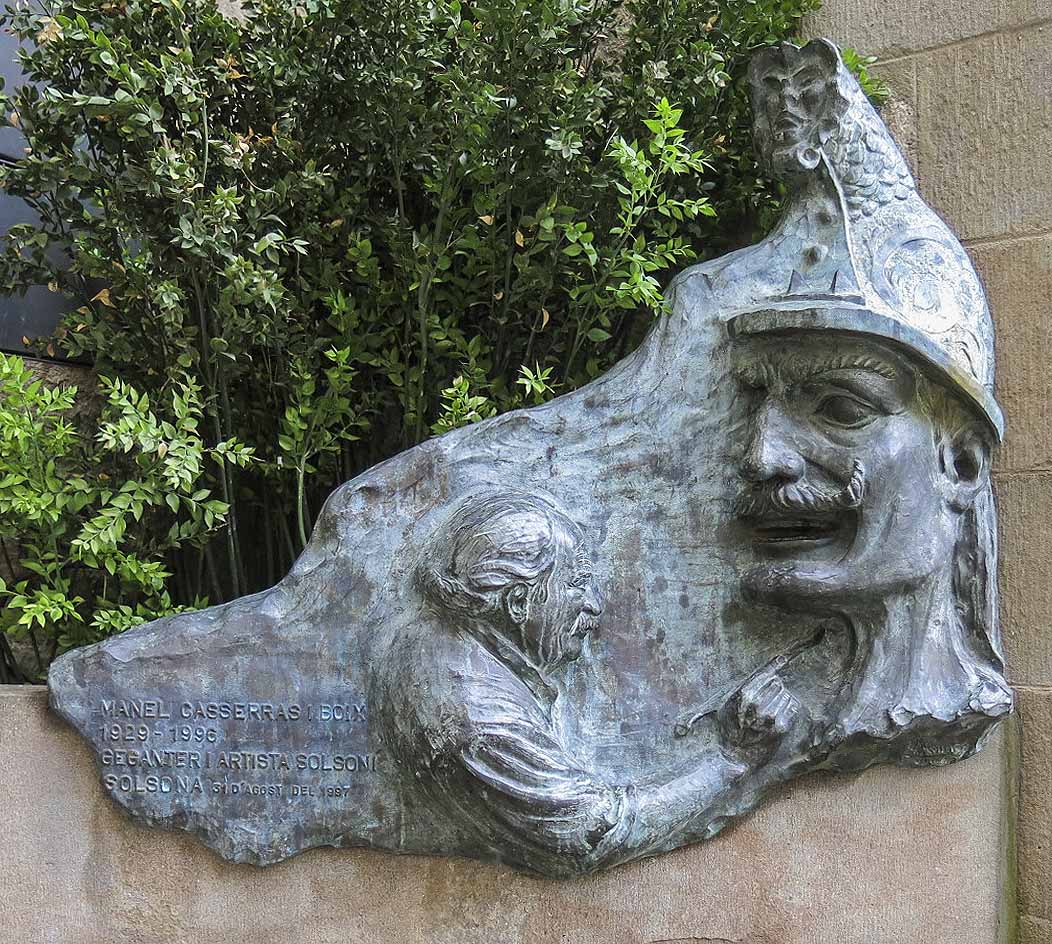
Hi ha un relleu dedicat a Manel Casserras i Boix a la font de la plaça de la Catedral

De les tres aquesta és la millor. Es tracta d'un cos en forma de semi-prisma hexagonal construït amb carreus de la mateixa alçada i diferents amplades. Cada una de les tres cares del cos semi prismàtic està decorada amb un òcul cegat i decorat amb floritures gòtiques esculpides per un artista llemosí anomenat Joan.
Amb la construcció d'aquesta font, el Consell va aconseguir l'embelliment d'aquesta plaça que, en aquella època, era força més gran del que ho és en l'actualitat, ja que la banda de ponent no era ocupada pel cos de la capella de la Mercè ni pel cancell de la Catedral que avui s'hi troben. Així que al cantó del migdia de la plaça devia obrir-s'hi la gran portalada romànica del temple de Santa Maria. D'altra banda, el cantó de sol era clos per la façana de la Casa del Consell que deuria tenir portal i finestrals romànica.